# Giovanni Rossi (presbitero 1887-1975)
Giovanni Giacomo Rossi (Parigi, 19 febbraio 1887 – Assisi, 27 ottobre 1975) è stato un presbitero italiano.
Segretario di Andrea Carlo Ferrari fino al 1921, nel 1920 fondò la Compagnia di San Paolo e nel 1939 la Pro Civitate Christiana, con sede nella Cittadella cristiana di Assisi.